# Christophe Landrin
Christophe Landrin (født 30. juni 1977 i Roubaix, Frankrig) er en fransk tidligere fodboldspiller (midtbane). Han vandt pokalturneringen Coupe de France med Paris Saint-Germain i 2006, hans eneste sæson i klubben. Han spillede desuden adskillige sæsoner for Lille og Saint-Étienne.

## Titler
Coupe de France
- 2006 med Paris Saint-Germain

UEFA Intertoto Cup
- 2004 med Lille